# Jasnaja Polana (rejon chomutowski)
Jasnaja Polana (ros. Ясная Поляна) – wieś (ros. село, trb. sieło) w zachodniej Rosji, w sielsowiecie dubowickim rejonu chomutowskiego w obwodzie kurskim.

## Geografia
Miejscowość położona jest w pobliżu rzeki Chatusza, 2,5 km od centrum administracyjnego sielsowietu dubowickiego (Dubowica), 4,5 km od centrum administracyjnego rejonu (Chomutowka), 115 km od Kurska.

## Demografia
W 2010 r. miejscowość zamieszkiwało 14 osób.